# Proboscidula milleri
Proboscidula milleri is een spinnensoort in de taxonomische indeling van de kogelspinnen (Theridiidae).
Het dier behoort tot het geslacht Proboscidula. De wetenschappelijke naam van de soort werd voor het eerst geldig gepubliceerd in 1995 door Knoflach.